# Filistata canariensis
Espèce
Filistata canariensis est une espèce d'araignées aranéomorphes de la famille des Filistatidae.

## Distribution
Cette espèce est endémique des îles Canaries.

## Étymologie
Son nom d'espèce, composé de canari et du suffixe latin -ensis, « qui vit dans, qui habite », lui a été donné en référence au lieu de sa découverte.

## Publication originale
- Schmidt, 1976 : Zur Spinnenfauna von Fuerteventura und Lobos. Zoologische Beiträge, (Neue Folge), vol. 22, no 2, p. 315-335.